# Henning Graf Reventlow
Henning Graf Reventlow, vollständig Henning Lothar Gert Graf Reventlow (* 22. September 1929 in Potsdam; † 9. September 2010) war ein deutscher evangelischer Theologe, Alttestamentler und Hochschullehrer.
Er entstammte der Linie Altenhof und dem auf Gut Wittenberg, heute Ortsteil von Martensrade, ansässigen Ast des Geschlechts von Reventlow und war der Sohn von Detlev Graf Reventlow und Edith geb. Engel.
1958 wurde er an der Georg-August-Universität Göttingen mit einer Dissertation über das Heiligkeitsgesetz zum Dr. theol. promoviert. Er habilitierte sich 1962 an der Christian-Albrechts-Universität zu Kiel im Fach Altes Testament. Von 1965 bis zu seiner Emeritierung 1994 lehrte er an der Ruhr-Universität in Bochum. Gastprofessuren führten ihn 1994 bis 1996 an das United Theological College in Bangalore, Indien, sowie 1998 an die Universität Tartu in Estland.
Reventlows Schwerpunkt wurde die Auslegungs- und Forschungsgeschichte; sein Hauptwerk war das vierbändige Werk Epochen der Bibelauslegung.

## Werke
- Das Heiligkeitsgesetz formgeschichtlich untersucht. Neukirchen: Neukirchener Verlag 1961 (Wissenschaftliche Monographien zum Alten und Neuen Testament 6), Diss. Göttingen 1958
- Wächter über Israel: Ezechiel und seine Tradition. Berlin: Töpelmann 1962 (Habil.)
- Gebot und Predigt im Dekalog. Gütersloh: Gütersloher Verlags-Haus G. Mohn 1962
- Das Amt des Propheten bei Amos. Göttingen: Vandenhoeck & Ruprecht 1962 (Forschungen zur Religion und Literatur des Alten und Neuen Testamentes 80)
- Liturgie und prophetisches Ich bei Jeremia. Gütersloh: Gütersloher Verlags-Haus G. Mohn 1963
- Opfere deinen Sohn: Eine Auslegung von Genesis 22. Neukirchen-Vluyn: Neukirchener Verlag des Erziehungsvereins 1968 (Biblische Studien 53)
- Rechtfertigung im Horizont des Alten Testaments. München: Kaiser 1971 (Beiträge zur evangelischen Theologie 58) ISBN 3-459-00632-3.
- Bibelautorität und Geist der Moderne: die Bedeutung des Bibelverständnisses für die geistesgeschichtliche und politische Entwicklung in England von der Reformation bis zur Aufklärung. Göttingen: Vandenhoeck und Ruprecht 1980 (Forschungen zur Kirchen- und Dogmengeschichte 30) 3-525-55135-5.

engl.: The authority of the Bible and the rise of the modern world.
- Hauptprobleme der alttestamentlichen Theologie im 20. Jahrhundert. Darmstadt: Wissenschaftliche Buchgesellschaft 1982 (Erträge der Forschung 173) ISBN 3-534-06689-8.
- Hauptprobleme der biblischen Theologie im 20. Jahrhundert. Darmstadt: Wissenschaftliche Buchgesellschaft 1983 (Erträge der Forschung 203) ISBN 3-534-08790-9.
- Gebet im Alten Testament. Stuttgart: Kohlhammer 1986 ISBN 3-17-009238-3.
- (Hrsg.) Historische Kritik und biblischer Kanon in der deutschen Aufklärung. Wiesbaden: Harrassowitz 1988 (Wolfenbütteler Forschungen 41) ISBN 3-447-02884-X.
- Die Propheten Haggai, Sacharja und Maleachi. Göttingen: Vandenhoeck und Ruprecht 1993 (ATD 25,2) 9., völlig neubearb. Aufl., (1. Aufl. dieser Bearb.) ISBN 3-525-51238-4.
- (Hrsg.): Weisheit, Ethos und Gebot. Weisheits- und Dekalogtraditionen in der Bibel und im frühen Judentum. Neukirchener Verlag, Neukirchen-Vluyn 2001, ISBN 3-7887-1832-3.
- Epochen der Bibelauslegung. München: Beck (engl.: History of Biblical Interpretation. Atlanta, Ga: Society of Biblical Literature)

Band 1 Vom Alten Testament bis Origenes. 1990 ISBN 3-406-34663-4.
Band 2 Von der Spätantike bis zum Ausgang des Mittelalters. 1994 ISBN 3-406-34986-2.
Band 3 Renaissance, Reformation, Humanismus. 1997 ISBN 3-406-34987-0.
Band 4 Von der Aufklärung bis zum 20. Jahrhundert. 2001 ISBN 3-406-34988-9.
- Die Eigenart des Jahweglaubens. Beiträge zur Theologie und Religionsgeschichte des Alten Testaments (= Biblisch-theologische Studien, Bd. 66). Neukirchener Verlag, Neukirchen-Vluyn 2004, ISBN 3-7887-2068-9.